# Donyeci-hátság
A Donyeci-hátság vagy Donyeci-tönkhegység (ukránul: Донецький кряж, Doneckij krjazs) Ukrajna és kis részben Oroszország területén található, a Donecki, a Luhanszki, valamint a Harkivi területen. Legszélesebb pontja 1580 kilométeres, északnyugat-délkeleti irányban hossza 350 km. Főképp homokkő, mészkő, pala, dolomitok és márga alkotja.
Északi határa a Donyec folyó, délnyugaton az Azovmelléki-hátság, nyugaton a Dnyepermelléki-alföld. Délkeleten az orosz határ húzódik. Átlagos magassága 200–300 méter; 367 méterrel a homokkőből álló Mohila Mecsetna a legmagasabb pontja.
Jellemzőek rá a denudációs síkságok, a karszt, a földcsuszamlások, valamint a vízeróziós felszín. Felszínén meddőhányók keletkeztek a szénbányászat eredményeképp.